# Methana sjoestedti
Methana sjoestedti är en kackerlacksart som beskrevs av Shaw 1925. Methana sjoestedti ingår i släktet Methana och familjen storkackerlackor. Inga underarter finns listade i Catalogue of Life.